# Žogica Marogica
Žogica Marogica je otroška zgodba češkega lutkarja Jana Malika o pogumni žogici, ki jo je odnesel zmaj, in vztrajnih dedku in babici, ki sta prepotovala pol sveta, da bi jo našla in jo osvobodila. Pravljico Žogica Nogica marsikateri otrok pozna zaradi knjižnih izdaj, lutkovne igre Žogica Marogica ali pa zaradi kasete Žogica Nogica, ki je prvič izšla leta 1978. V Lutkovnem gledališču Ljubljana je bila prvič uprizorjena leta 1951, odigrali so že več kot 1100 predstav.